# Tiawanacu
Tiawanacu (Aymara: Tiwanaku) ist eine Ortschaft im Departamento La Paz im südamerikanischen Andenstaat Bolivien.

## Lage
Tiawanacu ist der zentrale Ort des Municipios Tiahuanacu in der Provinz Ingavi. Die Ortschaft liegt auf einer Höhe von 3860 m am linken Ufer des Río Tiwanacu, der 25 Kilometer flussabwärts im Golf von Taraco in den Titicacasee mündet. Einen Kilometer südlich der Stadt befindet sich die Ruinenstätte Tiwanaku, die das Zentrum einer Prä-Inka-Kultur war und seit dem Jahr 2000 zum UNESCO-Welterbe gehört.

## Geographie
Tiawanacu liegt auf dem bolivianischen Altiplano zwischen den Anden-Gebirgsketten der Cordillera Occidental im Westen und der Cordillera Central im Osten.
Die mittlere Durchschnittstemperatur im Bereich des Titicacasees liegt bei 10 °C, der Jahresniederschlag beträgt etwa 600 mm (siehe Klimadiagramm Juliaca). Die Region weist ein ausgeprägtes Tageszeitenklima auf, die Monatsdurchschnittstemperaturen schwanken nur unwesentlich zwischen 7 °C im Juli und 12 °C im Dezember. die Monatsniederschläge liegen zwischen unter 10 mm in den Monaten Mai bis August und knapp über 100 mm von Januar bis Februar.

## Verkehrsnetz
Tiawanacu liegt in einer Entfernung von 76 Straßenkilometern westlich von La Paz, der Hauptstadt des gleichnamigen Departamentos.
Von La Paz aus führt die asphaltierte Nationalstraße Ruta 2 über dreizehn Kilometer bis El Alto, von dort die Ruta 1 weitere achtzig Kilometer in westlicher Richtung bis Guaqui. Achtzehn Kilometer vor Guaqui zweigt eine Seitenstraße nach Norden ab und führt in das zwei Kilometer von der Hauptstraße entfernte Tiawanacu.

## Bevölkerung
Die Einwohnerzahl der Ortschaft ist in den vergangenen zwei Jahrzehnten um etwa zwei Drittel angestiegen:
| Jahr | Einwohner | Quelle       |
| ---- | --------- | ------------ |
| 1992 | 510       | Volkszählung |
| 2001 | 747       | Volkszählung |
| 2012 | 860       | Volkszählung |
| 2024 |           | Volkszählung |

Die Region weist einen hohen Anteil an Aymara-Bevölkerung auf, im Municipio Tiahuanacu sprechen 95,7 Prozent der Bevölkerung Aymara.